# Estación Piqueri
La Estación Piqueri es una estación del sistema de trenes metropolitanos perteneciente a la Línea 7-Rubí, ubicada en el distrito de Pirituba, cercana al Puente Piqueri que pasa sobre la Marginal Tietê, en el municipio de São Paulo.

## Historia
La estación Piqueri fue inaugurada por la EFSJ el 1 de junio de 1960, con el nombre de Kilómetro 88. Su ubicación fue muy discutida durante la década de 1960, siendo que en 1962, la estación fue renombrada Nossa Senhora do Ó. Luego de muchas peleas entre asociaciones de barrios, la estación recibió su nombre definitivo el 1 de noviembre de 1969:Piqueri.
La RFFSA, incorpora a la EFSJ y construye una nueva estación, reinaugurada en agosto del 1975.
Desde 1994, es administrada por la CPTM.

## Tabla
| Sigla | Estación | Inauguración       | Integración               | Plataformas | Posición   | Comentarios                        |
| ----- | -------- | ------------------ | ------------------------- | ----------- | ---------- | ---------------------------------- |
| PQR   | Piqueri  | 1 de junio de 1960 | Bilhete Único de SPTrans. | Laterales   | Superficie | Estación reconstruida por la RFFSA |